# 아이티 축구 국가대표팀
아이티 축구 국가대표팀(아이티어: Ekip foutbòl Ayiti)은 아이티를 대표하는 축구 국가대표팀으로 아이티 축구 연맹에서 관리 및 운영하고 있다. 북중미 축구 복병으로 손꼽히는 팀들 중 하나이자 자메이카, 트리니다드토바고와 함께 카리브 축구 3강으로 손꼽힌다. 1934년에 국제 축구 연맹(FIFA)에 가입한 뒤 같은 해 1월 28일 쿠바와의 1934년 FIFA 월드컵 북중미카리브 지역 1차 예선 1차전 경기를 통해 국제 A매치 데뷔전을 치렀으며 스타드 실비오 카토르를 홈 구장으로 사용하고 있다.

## 국제 대회 경력

### FIFA 월드컵
1974년 대회를 통해 사상 첫 월드컵 본선 무대를 밟았으나 이 대회에서 이탈리아, 폴란드, 아르헨티나를 상대로 3전 전패·4조 최하위로 조별리그에서 탈락했고 이후 월드컵 본선 기록은 전무하다.

### CONCACAF 골드컵
골드컵 본선에는 14번 출전하여 1974년 월드컵 지역 예선을 겸했던 1973년 대회에서 우승을 차지했고 2번의 대회에서는 준우승(1971년, 1977년)을 차지했으며 그 후 2019년 대회에서 본선 조별리그 제도가 처음으로 도입된 1991년 이후 사상 첫 4강 진출이라는 업적을 남겼다.

### CONCACAF 네이션스리그

#### 2019-20 리그 A
2019-20 CONCACAF 네이션스리그 예선 1위로 리그 A에 편입된 아이티는 코스타리카, 퀴라소와 함께 A조에 배정되었다. 그러나 퀴라소와의 첫 2연전에서 1무 1패(1차전 0-1 패, 2차전 1-1 무)에 그쳤고 코스타리카와의 나머지 2연전에서도 2무승부(3차전, 4차전 1-1 무)에 그치면서 3무 1패·조 최하위로 차기 시즌 리그 B 강등 및 2021년 CONCACAF 골드컵 예선 2라운드 진출을 확정지었다.

### 카리브컵
1989년부터 2017년까지 열린 카리브컵에는 9번 출전하여 이 중 2007년 대회에서 우승을 차지했고 2001년 대회에서는 준우승을 차지하는 등 6번의 대회에서 4강 이상의 성적을 거두었다.

## 기타 국제 대회 경력
카리브컵의 전신인 1979년 카리브 축구 선수권 대회에서 우승을 차지했고 1957년 중미·카리브 축구 선수권 대회에서도 우승컵을 들어올렸고 1959년 팬아메리칸 게임에서 4위에 입상했으며 중앙아메리카·카리브해 경기 대회에서도 2002년과 2018년 대회에서 모두 4위를 차지했다. 또한 1956년 폴 마글루아르 대통령컵, 1966년 뒤발리에컵, 1997년 아이티 국제 축구 대회, 2003년 세인트키츠네비스 축구 축제에서 모두 우승컵을 들어올렸다.

## FIFA 월드컵
| 1930년 | 비회원국                     | 비회원국                     | 비회원국                     | 비회원국                     | 비회원국                     | 비회원국                     | 비회원국                     | 비회원국                     | 비회원국                     | 비회원국                                   | 비회원국                                   | 비회원국                                   | 비회원국                                   | 비회원국                                   | 비회원국                                   | 비회원국                                   |
| 1934년 | 예선 탈락                    | 예선 탈락                    | 예선 탈락                    | 예선 탈락                    | 예선 탈락                    | 예선 탈락                    | 예선 탈락                    | 예선 탈락                    | 예선 탈락                    | 3                                          | 0                                          | 1                                          | 2                                          | 2                                          | 10                                         | 1                                          |
| 1938년 | 불참                         | 불참                         | 불참                         | 불참                         | 불참                         | 불참                         | 불참                         | 불참                         | 불참                         | 불참                                       | 불참                                       | 불참                                       | 불참                                       | 불참                                       | 불참                                       | 불참                                       |
| 1950년 | 불참                         | 불참                         | 불참                         | 불참                         | 불참                         | 불참                         | 불참                         | 불참                         | 불참                         | 불참                                       | 불참                                       | 불참                                       | 불참                                       | 불참                                       | 불참                                       | 불참                                       |
| 1954년 | 예선 탈락                    | 예선 탈락                    | 예선 탈락                    | 예선 탈락                    | 예선 탈락                    | 예선 탈락                    | 예선 탈락                    | 예선 탈락                    | 예선 탈락                    | 4                                          | 0                                          | 0                                          | 4                                          | 2                                          | 18                                         | 0                                          |
| 1958년 | 불참                         | 불참                         | 불참                         | 불참                         | 불참                         | 불참                         | 불참                         | 불참                         | 불참                         | 불참                                       | 불참                                       | 불참                                       | 불참                                       | 불참                                       | 불참                                       | 불참                                       |
| 1962년 | 불참                         | 불참                         | 불참                         | 불참                         | 불참                         | 불참                         | 불참                         | 불참                         | 불참                         | 불참                                       | 불참                                       | 불참                                       | 불참                                       | 불참                                       | 불참                                       | 불참                                       |
| 1966년 | 불참                         | 불참                         | 불참                         | 불참                         | 불참                         | 불참                         | 불참                         | 불참                         | 불참                         | 불참                                       | 불참                                       | 불참                                       | 불참                                       | 불참                                       | 불참                                       | 불참                                       |
| 1970년 | 예선 탈락                    | 예선 탈락                    | 예선 탈락                    | 예선 탈락                    | 예선 탈락                    | 예선 탈락                    | 예선 탈락                    | 예선 탈락                    | 예선 탈락                    | 9                                          | 5                                          | 1                                          | 3                                          | 16                                         | 8                                          | 16                                         |
| 1974년 | 조별리그                     | 15위                         | 3                            | 0                            | 0                            | 3                            | 2                            | 14                           | 0                            | 7                                          | 6                                          | 0                                          | 1                                          | 20                                         | 3                                          | 18                                         |
| 1978년 | 예선 탈락                    | 예선 탈락                    | 예선 탈락                    | 예선 탈락                    | 예선 탈락                    | 예선 탈락                    | 예선 탈락                    | 예선 탈락                    | 예선 탈락                    | 12                                         | 8                                          | 3                                          | 1                                          | 25                                         | 9                                          | 27                                         |
| 1982년 | 예선 탈락                    | 예선 탈락                    | 예선 탈락                    | 예선 탈락                    | 예선 탈락                    | 예선 탈락                    | 예선 탈락                    | 예선 탈락                    | 예선 탈락                    | 9                                          | 2                                          | 3                                          | 4                                          | 6                                          | 11                                         | 9                                          |
| 1986년 | 예선 탈락                    | 예선 탈락                    | 예선 탈락                    | 예선 탈락                    | 예선 탈락                    | 예선 탈락                    | 예선 탈락                    | 예선 탈락                    | 예선 탈락                    | 6                                          | 1                                          | 0                                          | 5                                          | 5                                          | 11                                         | 3                                          |
| 1990년 | 불참                         | 불참                         | 불참                         | 불참                         | 불참                         | 불참                         | 불참                         | 불참                         | 불참                         | 불참                                       | 불참                                       | 불참                                       | 불참                                       | 불참                                       | 불참                                       | 불참                                       |
| 1994년 | 예선 탈락                    | 예선 탈락                    | 예선 탈락                    | 예선 탈락                    | 예선 탈락                    | 예선 탈락                    | 예선 탈락                    | 예선 탈락                    | 예선 탈락                    | 2                                          | 1                                          | 0                                          | 1                                          | 2                                          | 2                                          | 3                                          |
| 1998년 | 예선 탈락                    | 예선 탈락                    | 예선 탈락                    | 예선 탈락                    | 예선 탈락                    | 예선 탈락                    | 예선 탈락                    | 예선 탈락                    | 예선 탈락                    | 4                                          | 2                                          | 1                                          | 1                                          | 9                                          | 8                                          | 7                                          |
| 2002년 | 예선 탈락                    | 예선 탈락                    | 예선 탈락                    | 예선 탈락                    | 예선 탈락                    | 예선 탈락                    | 예선 탈락                    | 예선 탈락                    | 예선 탈락                    | 8                                          | 4                                          | 1                                          | 3                                          | 23                                         | 12                                         | 13                                         |
| 2006년 | 예선 탈락                    | 예선 탈락                    | 예선 탈락                    | 예선 탈락                    | 예선 탈락                    | 예선 탈락                    | 예선 탈락                    | 예선 탈락                    | 예선 탈락                    | 4                                          | 2                                          | 1                                          | 1                                          | 8                                          | 4                                          | 7                                          |
| 2010년 | 예선 탈락                    | 예선 탈락                    | 예선 탈락                    | 예선 탈락                    | 예선 탈락                    | 예선 탈락                    | 예선 탈락                    | 예선 탈락                    | 예선 탈락                    | 8                                          | 1                                          | 4                                          | 3                                          | 5                                          | 13                                         | 7                                          |
| 2014년 | 예선 탈락                    | 예선 탈락                    | 예선 탈락                    | 예선 탈락                    | 예선 탈락                    | 예선 탈락                    | 예선 탈락                    | 예선 탈락                    | 예선 탈락                    | 6                                          | 4                                          | 1                                          | 1                                          | 21                                         | 6                                          | 13                                         |
| 2018년 | 예선 탈락                    | 예선 탈락                    | 예선 탈락                    | 예선 탈락                    | 예선 탈락                    | 예선 탈락                    | 예선 탈락                    | 예선 탈락                    | 예선 탈락                    | 8                                          | 3                                          | 1                                          | 4                                          | 8                                          | 5                                          | 10                                         |
| 합계   | 1회 진출(1/21)               | 조별리그(1회)                | 3                            | 0                            | 0                            | 3                            | 2                            | 14                           | 0                            | 90                                         | 39                                         | 17                                         | 34                                         | 152                                        | 120                                        | 134                                        |
| 순위   | FIFA 월드컵 역대 순위 : 77위 | FIFA 월드컵 역대 순위 : 77위 | FIFA 월드컵 역대 순위 : 77위 | FIFA 월드컵 역대 순위 : 77위 | FIFA 월드컵 역대 순위 : 77위 | FIFA 월드컵 역대 순위 : 77위 | FIFA 월드컵 역대 순위 : 77위 | FIFA 월드컵 역대 순위 : 77위 | FIFA 월드컵 역대 순위 : 77위 | 월드컵 예선 승점 순위 : 68위 (북중미 10위) | 월드컵 예선 승점 순위 : 68위 (북중미 10위) | 월드컵 예선 승점 순위 : 68위 (북중미 10위) | 월드컵 예선 승점 순위 : 68위 (북중미 10위) | 월드컵 예선 승점 순위 : 68위 (북중미 10위) | 월드컵 예선 승점 순위 : 68위 (북중미 10위) | 월드컵 예선 승점 순위 : 68위 (북중미 10위) |

## CONCACAF 골드컵
| 1963년 | 예선 탈락                          | 예선 탈락                          | 예선 탈락                          | 예선 탈락                          | 예선 탈락                          | 예선 탈락                          | 예선 탈락                          | 예선 탈락                          | 예선 탈락                          | 2                                          | 0                                          | 0                                          | 2                                          | 1                                          | 4                                          | 0                                          |
| 1965년 | 결선리그                           | 6위                                | 5                                  | 0                                  | 1                                  | 4                                  | 3                                  | 13                                 | 1                                  | 자동진출(자메이카, 트리니다드 토바고 기권) | 자동진출(자메이카, 트리니다드 토바고 기권) | 자동진출(자메이카, 트리니다드 토바고 기권) | 자동진출(자메이카, 트리니다드 토바고 기권) | 자동진출(자메이카, 트리니다드 토바고 기권) | 자동진출(자메이카, 트리니다드 토바고 기권) | 자동진출(자메이카, 트리니다드 토바고 기권) |
| 1967년 | 결선리그                           | 5위                                | 5                                  | 1                                  | 0                                  | 4                                  | 5                                  | 9                                  | 3                                  | 4                                          | 3                                          | 1                                          | 0                                          | 7                                          | 3                                          | 10                                         |
| 1969년 | 예선 통과 후 실격                  | 예선 통과 후 실격                  | 예선 통과 후 실격                  | 예선 통과 후 실격                  | 예선 통과 후 실격                  | 예선 통과 후 실격                  | 예선 통과 후 실격                  | 예선 통과 후 실격                  | 예선 통과 후 실격                  | 2                                          | 2                                          | 0                                          | 0                                          | 3                                          | 0                                          | 6                                          |
| 1971년 | 결선리그                           | 준우승                             | 5                                  | 2                                  | 3                                  | 0                                  | 9                                  | 1                                  | 9                                  | 자동진출(네덜란드령 안틸레스 기권)         | 자동진출(네덜란드령 안틸레스 기권)         | 자동진출(네덜란드령 안틸레스 기권)         | 자동진출(네덜란드령 안틸레스 기권)         | 자동진출(네덜란드령 안틸레스 기권)         | 자동진출(네덜란드령 안틸레스 기권)         | 자동진출(네덜란드령 안틸레스 기권)         |
| 1973년 | 결선리그                           | 우승                               | 5                                  | 4                                  | 0                                  | 1                                  | 8                                  | 3                                  | 12                                 | 2                                          | 2                                          | 0                                          | 0                                          | 12                                         | 0                                          | 6                                          |
| 1977년 | 결선리그                           | 준우승                             | 5                                  | 3                                  | 1                                  | 1                                  | 6                                  | 6                                  | 10                                 | 7                                          | 5                                          | 2                                          | 0                                          | 19                                         | 3                                          | 17                                         |
| 1981년 | 결선리그                           | 6위                                | 5                                  | 0                                  | 2                                  | 3                                  | 2                                  | 9                                  | 2                                  | 4                                          | 2                                          | 1                                          | 1                                          | 4                                          | 2                                          | 7                                          |
| 1985년 | 조별리그                           | 9위                                | 4                                  | 0                                  | 0                                  | 4                                  | 0                                  | 9                                  | 0                                  | 2                                          | 1                                          | 0                                          | 1                                          | 5                                          | 2                                          | 3                                          |
| 1989년 | 불참                               | 불참                               | 불참                               | 불참                               | 불참                               | 불참                               | 불참                               | 불참                               | 불참                               | 불참                                       | 불참                                       | 불참                                       | 불참                                       | 불참                                       | 불참                                       | 불참                                       |
| 1991년 | 예선 탈락                          | 예선 탈락                          | 예선 탈락                          | 예선 탈락                          | 예선 탈락                          | 예선 탈락                          | 예선 탈락                          | 예선 탈락                          | 예선 탈락                          | 2                                          | 1                                          | 1                                          | 0                                          | 4                                          | 3                                          | 4                                          |
| 1993년 | 불참                               | 불참                               | 불참                               | 불참                               | 불참                               | 불참                               | 불참                               | 불참                               | 불참                               | 불참                                       | 불참                                       | 불참                                       | 불참                                       | 불참                                       | 불참                                       | 불참                                       |
| 1996년 | 불참                               | 불참                               | 불참                               | 불참                               | 불참                               | 불참                               | 불참                               | 불참                               | 불참                               | 불참                                       | 불참                                       | 불참                                       | 불참                                       | 불참                                       | 불참                                       | 불참                                       |
| 1998년 | 기권                               | 기권                               | 기권                               | 기권                               | 기권                               | 기권                               | 기권                               | 기권                               | 기권                               | 기권                                       | 기권                                       | 기권                                       | 기권                                       | 기권                                       | 기권                                       | 기권                                       |
| 2000년 | 조별리그                           | 11위                               | 2                                  | 0                                  | 1                                  | 1                                  | 1                                  | 4                                  | 1                                  | 10                                         | 6                                          | 1                                          | 3                                          | 22                                         | 11                                         | 19                                         |
| 2002년 | 8강                                | 7위                                | 3                                  | 1                                  | 0                                  | 2                                  | 3                                  | 4                                  | 3                                  | 8                                          | 5                                          | 2                                          | 1                                          | 30                                         | 9                                          | 17                                         |
| 2003년 | 예선 탈락                          | 예선 탈락                          | 예선 탈락                          | 예선 탈락                          | 예선 탈락                          | 예선 탈락                          | 예선 탈락                          | 예선 탈락                          | 예선 탈락                          | 5                                          | 3                                          | 0                                          | 2                                          | 7                                          | 6                                          | 9                                          |
| 2005년 | 예선 탈락                          | 예선 탈락                          | 예선 탈락                          | 예선 탈락                          | 예선 탈락                          | 예선 탈락                          | 예선 탈락                          | 예선 탈락                          | 예선 탈락                          | 7                                          | 4                                          | 1                                          | 2                                          | 18                                         | 5                                          | 13                                         |
| 2007년 | 조별리그                           | 10위                               | 3                                  | 0                                  | 2                                  | 1                                  | 2                                  | 4                                  | 2                                  | 13                                         | 8                                          | 1                                          | 4                                          | 27                                         | 12                                         | 25                                         |
| 2009년 | 8강                                | 8위                                | 4                                  | 1                                  | 1                                  | 2                                  | 4                                  | 7                                  | 4                                  | 3                                          | 1                                          | 1                                          | 1                                          | 4                                          | 4                                          | 4                                          |
| 2011년 | 예선 탈락                          | 예선 탈락                          | 예선 탈락                          | 예선 탈락                          | 예선 탈락                          | 예선 탈락                          | 예선 탈락                          | 예선 탈락                          | 예선 탈락                          | 3                                          | 1                                          | 1                                          | 1                                          | 3                                          | 5                                          | 4                                          |
| 2013년 | 조별리그                           | 7위                                | 3                                  | 1                                  | 0                                  | 2                                  | 2                                  | 3                                  | 3                                  | 11                                         | 8                                          | 1                                          | 2                                          | 19                                         | 5                                          | 25                                         |
| 2015년 | 8강                                | 6위                                | 4                                  | 1                                  | 1                                  | 2                                  | 2                                  | 3                                  | 4                                  | 7                                          | 3                                          | 3                                          | 1                                          | 13                                         | 9                                          | 12                                         |
| 2017년 | 예선 탈락                          | 예선 탈락                          | 예선 탈락                          | 예선 탈락                          | 예선 탈락                          | 예선 탈락                          | 예선 탈락                          | 예선 탈락                          | 예선 탈락                          | 6                                          | 4                                          | 0                                          | 2                                          | 15                                         | 14                                         | 12                                         |
| 2019년 | 4강                                | 3위                                | 5                                  | 4                                  | 0                                  | 1                                  | 9                                  | 5                                  | 12                                 | 4                                          | 4                                          | 0                                          | 0                                          | 19                                         | 2                                          | 12                                         |
| 합계   | 14회 진출(14/25)                   | 우승(1회)                          | 58                                 | 18                                 | 12                                 | 28                                 | 56                                 | 80                                 | 66                                 | 102                                        | 63                                         | 16                                         | 23                                         | 232                                        | 99                                         | 205                                        |
| 순위   | CONCACAF 북중미 골드컵 순위 : 13위 | CONCACAF 북중미 골드컵 순위 : 13위 | CONCACAF 북중미 골드컵 순위 : 13위 | CONCACAF 북중미 골드컵 순위 : 13위 | CONCACAF 북중미 골드컵 순위 : 13위 | CONCACAF 북중미 골드컵 순위 : 13위 | CONCACAF 북중미 골드컵 순위 : 13위 | CONCACAF 북중미 골드컵 순위 : 13위 | CONCACAF 북중미 골드컵 순위 : 13위 |                                            |                                            |                                            |                                            |                                            |                                            |                                            |

## CONMEBOL코파 아메리카
남미 대회이지만 아이티는 특별 초청팀으로 일부 대회에 참여했다.
| 코파 아메리카 기록 | 코파 아메리카 기록             | 코파 아메리카 기록             | 코파 아메리카 기록             | 코파 아메리카 기록             | 코파 아메리카 기록             | 코파 아메리카 기록             | 코파 아메리카 기록             | 코파 아메리카 기록             | 코파 아메리카 기록             |      |
| 년도               | 결과                           | 순위                           | 경기                           | 승                             | 무*                            | 패                             | 득점                           | 실점                           | 승점                           |      |
| ------------------ | ------------------------------ | ------------------------------ | ------------------------------ | ------------------------------ | ------------------------------ | ------------------------------ | ------------------------------ | ------------------------------ | ------------------------------ | ---- |
| 1993년             | 없음                           | 없음                           | 없음                           | 없음                           | 없음                           | 없음                           | 없음                           | 없음                           | 없음                           | 없음 |
| 1995년             | 없음                           | 없음                           | 없음                           | 없음                           | 없음                           | 없음                           | 없음                           | 없음                           | 없음                           | 없음 |
| 1997년             | 없음                           | 없음                           | 없음                           | 없음                           | 없음                           | 없음                           | 없음                           | 없음                           | 없음                           | 없음 |
| 1999년             | 없음                           | 없음                           | 없음                           | 없음                           | 없음                           | 없음                           | 없음                           | 없음                           | 없음                           | 없음 |
| 2001년             | 없음                           | 없음                           | 없음                           | 없음                           | 없음                           | 없음                           | 없음                           | 없음                           | 없음                           | 없음 |
| 2004년             | 없음                           | 없음                           | 없음                           | 없음                           | 없음                           | 없음                           | 없음                           | 없음                           | 없음                           | 없음 |
| 2007년             | 없음                           | 없음                           | 없음                           | 없음                           | 없음                           | 없음                           | 없음                           | 없음                           | 없음                           | 없음 |
| 2011년             | 없음                           | 없음                           | 없음                           | 없음                           | 없음                           | 없음                           | 없음                           | 없음                           | 없음                           | 없음 |
| 2015년             | 없음                           | 없음                           | 없음                           | 없음                           | 없음                           | 없음                           | 없음                           | 없음                           | 없음                           | 없음 |
| 2016년             | 조별리그                       | 16위                           | 3                              | 0                              | 0                              | 3                              | 1                              | 12                             | 0                              |      |
| 합계               | 1회 출전(초청)                 | 조별리그(1회)                  | 3                              | 0                              | 0                              | 3                              | 1                              | 12                             | 0                              |      |
| 순위               | 코파 아메리카 역대 순위 : 18위 | 코파 아메리카 역대 순위 : 18위 | 코파 아메리카 역대 순위 : 18위 | 코파 아메리카 역대 순위 : 18위 | 코파 아메리카 역대 순위 : 18위 | 코파 아메리카 역대 순위 : 18위 | 코파 아메리카 역대 순위 : 18위 | 코파 아메리카 역대 순위 : 18위 | 코파 아메리카 역대 순위 : 18위 |      |

## 카리브컵
| 카리브컵 기록 | 카리브컵 기록  | 카리브컵 기록 | 카리브컵 기록 | 카리브컵 기록 | 카리브컵 기록 | 카리브컵 기록 | 카리브컵 기록 | 카리브컵 기록 | 카리브컵 기록 |
| 년도          | 결과           | 순위          | 경기          | 승            | 무*           | 패            | 득점          | 실점          | 승점          |
| ------------- | -------------- | ------------- | ------------- | ------------- | ------------- | ------------- | ------------- | ------------- | ------------- |
| 1989년        | 불참           | 불참          | 불참          | 불참          | 불참          | 불참          | 불참          | 불참          | 불참          |
| 1990년        | 불참           | 불참          | 불참          | 불참          | 불참          | 불참          | 불참          | 불참          | 불참          |
| 1991년        | 예선 탈락      | 예선 탈락     | 예선 탈락     | 예선 탈락     | 예선 탈락     | 예선 탈락     | 예선 탈락     | 예선 탈락     | 예선 탈락     |
| 1992년        | 불참           | 불참          | 불참          | 불참          | 불참          | 불참          | 불참          | 불참          | 불참          |
| 1993년        | 불참           | 불참          | 불참          | 불참          | 불참          | 불참          | 불참          | 불참          | 불참          |
| 1994년        | 조별리그       | 5위           | 3             | 1             | 1             | 1             | 4             | 6             | 4             |
| 1995년        | 불참           | 불참          | 불참          | 불참          | 불참          | 불참          | 불참          | 불참          | 불참          |
| 1996년        | 조별리그       | 6위           | 3             | 0             | 2             | 1             | 2             | 3             | 2             |
| 1997년        | 기권           | 기권          | 기권          | 기권          | 기권          | 기권          | 기권          | 기권          | 기권          |
| 1998년        | 4강            | 3위           | 5             | 3             | 0             | 2             | 10            | 8             | 9             |
| 1999년        | 4강            | 3위           | 4             | 2             | 0             | 2             | 8             | 12            | 6             |
| 2001년        | 준우승         | 2위           | 5             | 2             | 2             | 1             | 13            | 6             | 8             |
| 2005년        | 예선 탈락      | 예선 탈락     | 예선 탈락     | 예선 탈락     | 예선 탈락     | 예선 탈락     | 예선 탈락     | 예선 탈락     | 예선 탈락     |
| 2007년        | 우승           | 1위           | 5             | 4             | 0             | 1             | 9             | 5             | 12            |
| 2008년        | 조별리그       | 5위           | 3             | 1             | 1             | 1             | 4             | 4             | 4             |
| 2010년        | 예선 탈락      | 예선 탈락     | 예선 탈락     | 예선 탈락     | 예선 탈락     | 예선 탈락     | 예선 탈락     | 예선 탈락     | 예선 탈락     |
| 2012년        | 4강            | 3위           | 5             | 3             | 1             | 1             | 4             | 2             | 10            |
| 2014년        | 4강            | 3위           | 4             | 2             | 1             | 1             | 7             | 5             | 7             |
| 2017년        | 예선 탈락      | 예선 탈락     | 예선 탈락     | 예선 탈락     | 예선 탈락     | 예선 탈락     | 예선 탈락     | 예선 탈락     | 예선 탈락     |
| 합계          | 9회 진출(9/19) | 우승(1회)     | 37            | 18            | 8             | 11            | 61            | 51            | 62            |

## 팬아메리칸 게임
| 팬아메리칸 게임 기록 | 팬아메리칸 게임 기록 | 팬아메리칸 게임 기록 | 팬아메리칸 게임 기록 | 팬아메리칸 게임 기록 | 팬아메리칸 게임 기록 | 팬아메리칸 게임 기록 | 팬아메리칸 게임 기록 | 팬아메리칸 게임 기록 | 팬아메리칸 게임 기록 |
| 년도                 | 결과                 | 순위                 | 경기                 | 승                   | 무*                  | 패                   | 득점                 | 실점                 | 승점                 |
| -------------------- | -------------------- | -------------------- | -------------------- | -------------------- | -------------------- | -------------------- | -------------------- | -------------------- | -------------------- |
| 1951년               | 불참                 | 불참                 | 불참                 | 불참                 | 불참                 | 불참                 | 불참                 | 불참                 | 불참                 |
| 1955년               | 불참                 | 불참                 | 불참                 | 불참                 | 불참                 | 불참                 | 불참                 | 불참                 | 불참                 |
| 1959년               | 결선리그             | 4위                  | 6                    | 3                    | 0                    | 3                    | 19                   | 20                   | 9                    |
| 1963년               | 진출 실패            | 진출 실패            | 진출 실패            | 진출 실패            | 진출 실패            | 진출 실패            | 진출 실패            | 진출 실패            | 진출 실패            |
| 1967년               | 진출 실패            | 진출 실패            | 진출 실패            | 진출 실패            | 진출 실패            | 진출 실패            | 진출 실패            | 진출 실패            | 진출 실패            |
| 1971년               | 조별리그             | 8위                  | 3                    | 0                    | 2                    | 1                    | 4                    | 5                    | 2                    |
| 1975년               | 진출 실패            | 진출 실패            | 진출 실패            | 진출 실패            | 진출 실패            | 진출 실패            | 진출 실패            | 진출 실패            | 진출 실패            |
| 1979년               | 진출 실패            | 진출 실패            | 진출 실패            | 진출 실패            | 진출 실패            | 진출 실패            | 진출 실패            | 진출 실패            | 진출 실패            |
| 1983년               | 진출 실패            | 진출 실패            | 진출 실패            | 진출 실패            | 진출 실패            | 진출 실패            | 진출 실패            | 진출 실패            | 진출 실패            |
| 1987년               | 진출 실패            | 진출 실패            | 진출 실패            | 진출 실패            | 진출 실패            | 진출 실패            | 진출 실패            | 진출 실패            | 진출 실패            |
| 1991년               | 조별리그             | 5위                  | 3                    | 1                    | 1                    | 1                    | 13                   | 8                    | 4                    |
| 1995년               | 진출 실패            | 진출 실패            | 진출 실패            | 진출 실패            | 진출 실패            | 진출 실패            | 진출 실패            | 진출 실패            | 진출 실패            |
| 1999년               | 진출 실패            | 진출 실패            | 진출 실패            | 진출 실패            | 진출 실패            | 진출 실패            | 진출 실패            | 진출 실패            | 진출 실패            |
| 2003년               | 진출 실패            | 진출 실패            | 진출 실패            | 진출 실패            | 진출 실패            | 진출 실패            | 진출 실패            | 진출 실패            | 진출 실패            |
| 2007년               | 조별리그             | 11위                 | 3                    | 0                    | 1                    | 2                    | 1                    | 6                    | 1                    |
| 2011년               | 진출 실패            | 진출 실패            | 진출 실패            | 진출 실패            | 진출 실패            | 진출 실패            | 진출 실패            | 진출 실패            | 진출 실패            |
| 2015년               | 진출 실패            | 진출 실패            | 진출 실패            | 진출 실패            | 진출 실패            | 진출 실패            | 진출 실패            | 진출 실패            | 진출 실패            |
| 합계                 | 4회 진출(4/17)       | 4위(1회)             | 15                   | 4                    | 4                    | 7                    | 37                   | 39                   | 16                   |

## 개인 기록

### 최다 출전 기록
| #  | 성명                 | 연도      | 경기 | 골 |
| -- | -------------------- | --------- | ---- | -- |
| 1  | 피에르 리샤르 브뤼니 | 1998–2010 | 84   | 1  |
| 2  | 프란츠 질            | 1999–2010 | 69   | 2  |
| 3  | 메샤크 제롬          | 2008–     | 67   | 2  |
| 4  | 에마뉘엘 사논        | 1970–1981 | 65   | 37 |
| 5  | 장 소니 알세나       | 2006–2016 | 61   | 6  |
| 6  | 페테르 제르맹        | 2001–2012 | 54   | 3  |
| 7  | 윌드도날 게리에      | 2010–     | 52   | 9  |
| 7  | 조니 플라시드        | 2011–     | 52   | 0  |
| 9  | 모네스 셰리          | 2003–2010 | 47   | 5  |
| 10 | 알렉상드르 부시코    | 2001–2011 | 45   | 10 |

### 최다 득점 기록
| #  | 성명              | 연도      | 경기 | 골 |
| -- | ----------------- | --------- | ---- | -- |
| 1  | 에마뉘엘 사논     | 1970–1981 | 65   | 37 |
| 2  | 골만 피에르       | 1996–2003 | 27   | 23 |
| 3  | 뒤캉 나종         | 2014–     | 44   | 20 |
| 4  | 장필리프 페게로   | 2003–2013 | 25   | 13 |
| 5  | 프란츠디 피에로   | 2018–     | 21   | 12 |
| 5  | 케르방 벨포르     | 2010–2017 | 37   | 12 |
| 5  | 엘리펜 카데       | 2004–2010 | 35   | 12 |
| 8  | 장외드 모리스     | 2011–2016 | 28   | 11 |
| 9  | 알렉상드르 부시코 | 2001–2011 | 45   | 10 |
| 10 | 윌드도날 게리에   | 2010–     | 52   | 9  |

## 주요 선수
- 조니 플라시드
- 윌드도날 게리에
- 뒤캉 나종
- 케뱅 라프랑스

## 역대 감독
| 감독          | 임기        |
| ------------- | ----------- |
| 제프 피온테크 | 1976 ~ 1978 |